# Katsudō Shashin
Katsudō Shashin (jap. 活動写真, dt. „Bewegte Bilder“) ist einer der ältesten japanischen Trickfilme (Anime). Die drei Sekunden lange, mit einer Drucktechnik geschaffene Filmsequenz zeigt einen schreibenden und den Zuschauer grüßenden Jungen. Der Autor des Werks ist nicht bekannt und die Datierung umstritten; es wird eine Entstehung zwischen 1907 und 1912 angenommen. Obwohl das Werk auch als  Matsumoto-Fragment bezeichnet wird, handelt es sich um einen kompletten Film. Das Original ist Teil eines Fundes, der sich in der Sammlung des Finders Natsuki Matsumoto befindet, eines Dozenten für Kunstgeschichte.

## Beschreibung
Der Film besteht aus 50 Einzelbildern, die mit Rot und Schwarz in einer Kappa-zuri (合羽版) genannten Schablonendrucktechnik auf einen 35-mm-Zelluloidstreifen gebracht wurden. Die Breite des Streifens schrumpfte durch das Altern auf 33,5 mm. Bei 16 Bildern pro Sekunde ist der Film etwa drei Sekunden lang. Gezeigt wird ein Junge im Matrosenanzug, der die namensgebenden Kanji 活動写真 auf eine Tafel schreibt, sich zum Zuschauer wendet, seinen Hut abnimmt und ihn grüßt. Der Junge wird nicht realistisch, sondern einem Cartoon entsprechend stilisiert dargestellt. Die Umsetzung des Drucks wird als qualitativ schlecht eingeordnet, so deckt sich die Farbfüllung der Mütze nicht immer mit deren Umriss. Sandra Annett versteht den Inhalt als selbstbewusste und reflektierte Präsentation einer neuen Technologie, der zugleich zeigt, welche Bedeutung dem Lernen von Schrift beigemessen wurde.

## Entdeckung, Datierung, Herkunft
Im Dezember 2004 erfuhr Natsuki Matsumoto, Dozent für Kunstgeschichte an der Kunsthochschule Ōsaka und der Kunsthochschule Musashino und Sammler alter Filme, von einer Kiste mit alten Filmmaterialien in Kyōto. Im Januar 2005 erwarb er die Kiste, in der sich zusammen mit ausländischen Animationen, Projektoren und Bildplatten älterer Animationstechnik wie Laterna magica, auch neben zehn weiteren Filmstreifen jener mit Katsudō Shashin befand. Die meisten Gegenstände in der Sammlung waren für den Heimgebrauch gedacht und nicht für öffentliche Vorführungen, so wahrscheinlich auch dieser Kurzfilm. Durch die Zusammenstellung der Gegenstände konnte Matsumoto, der den Fund gemeinsam mit Animationsfilmhistoriker Nobuyuki Tsugata untersuchte, das Herkunftsjahr auf frühestens 1907 eingrenzen, da vorher keine solche Sammlung möglich gewesen wäre. Frederick S. Litten hält eine Herstellung des Filmstreifens im Jahr 1907 und auch in den Jahren davor für möglich. Durch zeitgenössische Werbung kann nachgewiesen werden, dass ähnliche ausländische Filme, vor allem Realfilmaufnahmen, wie auch die Vorführtechnik seit dem Russisch-Japanischen Krieg 1904/1905 in Japan bekannt und verfügbar waren. Litten hält es daher für wahrscheinlich, dass einheimische Spielzeugproduzenten auf Grundlage der älteren optischen Spielzeuge solche Kurzfilme produzierten. Nicht nur der Inhalt mit japanischen Zeichen legt eine japanische Herkunft nahe, sondern auch die Drucktechnik. Diese wurde in Japan traditionell zum Bedrucken von Laterna magica oder Seide angewandt. Darüber hinaus zitiert er Matsumoto, der eine Massenproduktion des Kurzfilms vermutet und kein Einzelstück. Die schlechte Qualität des Drucks weist auf die Produktion eines kleineren Unternehmens hin. Die Wahl der Technik kann in Anlehnung zu bekannten deutschen Drucken geschehen sein, oder es wurde bewusst eine bekannte lokale Drucktechnik aufgegriffen. Eine Entstehung nach 1912 wird sowohl von Litten als auch Matsumoto für unwahrscheinlich gehalten, da die Preise für Zelluloid in dieser Zeit stiegen und die Herstellung solcher Kurzfilme dann nicht mehr lohnend gewesen wäre.

## Mediale Rezeption
Nach der Entdeckung des Filmstreifens und dessen möglicher Bedeutung informierte Matsumoto die Ōsaka-Ausgabe der Asahi Shimbun. Die Zeitung berichtete am 30. Juli 2005 als erste über seinen Fund. Das Stück Film wurde nach seiner Entdeckung gescannt und über das Internet verbreitet. Im Sommer 2005 erreichte es eine große Bekanntheit und mediale Aufmerksamkeit. Die Aussage Matsumotos, der Film sei womöglich 10 Jahre älter als die bis dahin bekannten ältesten japanischen Animationsfilme von 1917, führte zu großen Spekulationen in der Berichterstattung und der öffentlichen Diskussion. Teils wurde über Datierungen noch vor 1907 spekuliert, bis dahin, dass der Film als ältester Animationsfilm überhaupt bezeichnet wurde. Die Spekulationen basierten jedoch nicht auf wissenschaftlichen Untersuchungen des Fundes oder widersprachen diesen sogar. Insbesondere in der englischsprachigen Welt setzte sich das Jahr 1907 trotz seines spekulativen Charakters für die Entstehung des Films und damit als Entstehungsjahr von Anime weitgehend durch, nicht nur durch mediale Berichterstattung, sondern auch über Internetplattformen wie Youtube oder Wikipedia.

## Bedeutung
Es ist nicht bekannt, ob der Film jemals öffentlich vorgeführt wurde, zumal er wahrscheinlich als Spielzeug für den Heimgebrauch konzipiert war. Ebenso sind keine Einflüsse auf spätere Werke bekannt. Dies führt zusammen mit der unsicheren Datierung dazu, dass die Bedeutung von Katsudō Shashin umstritten ist. Frederick S. Litten sieht in dem Film, auf Grundlage seiner Datierung, den ältesten noch erhaltenen japanischen Animationsfilm. Für Antonio López stellt die Entdeckung des Films sogar die Vorreiterrolle von Amerika und Frankreich im Animationsfilm jener Zeit in Frage, ist er doch möglicherweise vor oder zumindest zeitgleich zu den ersten bisher bekannten Trickfilmen entstanden. Er zitiert dazu auch Nobuyuki Tsugata, der sich in dieser Weise gegenüber Asahi Shimbun äußerte, dabei aber auch zu bedenken gab, dass man Katsudō Shashin kaum als Animationsfilm im üblichen Sinne bezeichnen kann. In jedem Fall zeige der Film, so López, dass die Verwendung von 35-mm-Film in Japan kein Verdienst von Jun’ichi Kōuchi und Seitarō Kitayama 1917/1918 gewesen sei, wie man bis dahin gedacht habe. Der Einschätzung Katsudō Shashins als Vorreiter des Animationsfilms hält Sandra Annett entgegen, dass dieser im Gegensatz zum ersten französischen Animationsfilm Fantasmagorie von 1908 oder Humorous Phases of Funny Phases von 1906 aus den USA nicht nur sehr ungenau datiert werden kann, sondern inhaltlich einfach und wenig kreativ gehalten ist. Auch richte sich der japanische Kurzfilm eindeutig an ein einheimisches Publikum, das die Schriftzeichen lesen könnte, während beispielsweise Fantasmagorie ohne Schrift auskommt und international verständlich ist. Gemeinsam hätten die Filme jedoch den reflektierten Umgang mit dem Medium Animation. Auch stellt sie in Frage, ob ein lineares und teleologisches Bild der Geschichte des Anime mit Katsudō Shashin als Startpunkt sinnvoll ist. Litten führt in seiner Analyse von Matsumotos Fund auch Animationsfilmstreifen auf, die von Ernst Plank und Georges Carette in Nürnberg zusammen mit Projektoren als Spielzeug für Heimgebrauch produziert wurden. Ein Streifen von Carette, A good drop, war auch unter den Kurzfilmen in Matsumotos Fund.
Natsuki Matsumoto selbst sieht die Bedeutung des Fundes, nach Abebben der medialen Aufmerksamkeit, nicht in dem möglicherweise ersten japanischen Animationsfilm, sondern in der Sammlung als Ganzes. Da vor allem viele ältere, einfache Animationstechniken und optische Spielzeuge wie Laterna magica enthalten sind, zeigt dies die viel längere Tradition von Animation in der japanischen Kultur. Die Bedeutung eines „ersten“ Werks einer bestimmten Technik rückt dabei in den Hintergrund, es zeigt sich eine Kontinuität kultureller und technischer Entwicklung. Jonathan Clements betont, dass Zoetropen, Laterna magica und Praxinoskop bereits früher Einzug in Japan gehalten haben und im Laufe des 19. Jahrhunderts Teil von Bühnenvorstellungen wurden, wie dies auch in anderen Teilen der Welt der Fall war, und sich als Spielzeug etablierten. In beiden Verwendungen traten dann auch Animationsfilme erstmals auf.